# Macauley Chrisantus
Macauley Chrisantus (Abuya, Nigeria, 20 de agosto de 1990) es un futbolista nigeriano que juega de delantero en el Lynx F. C. de la Liga Nacional de Gibraltar.

## Trayectoria
Fue campeón del mundo sub-17 con Nigeria en el Mundial de Corea 2007, siendo además el máximo goleador del torneo con 7 goles. A raíz de eso, Chrisantus llegó al Hamburgo SV en el año 2007. En el verano de 2009, fue cedido Karlsruher SC, equipo donde estuvo dos temporadas y donde marcó 11 goles en 47 partidos. La temporada siguiente militó, también a préstamo, en el FSV Frankfurt, de la segunda división alemana, anotando 8 goles.
En el verano de 2012 termina su contrato con el Hamburgo SV y se incorpora a la U. D. Las Palmas de la segunda división española. Tras dos temporadas, en julio de 2014 abandona La UD Las Palmas para unirse al Sivasspor de la Primera División de Turquía, club en el que apenas juega.
En enero de 2015 se marcha al fútbol griego firmando hasta 2016 por el AEK Atenas. En la temporada 2016/17 vuelve al fútbol español para fichar por el CF Reus, recién ascendido a Segunda División de España.
Disputa la temporada 2017-18 en las filas del Real Murcia (donde jugó 16 partidos, incluida la fase de ascenos a 2ª división, marcando un total de 6 goles). 
En verano de 2018, jugador que se incorporó al HJK Helsinki, club del que se desvinculó del club finlandés a comienzos de 2019.
El 7 de febrero de 2019, la UB Conquense confirmó el fichaje del delantero de 28 años, comprometiéndose hasta el final de la temporada 2018-19 para jugar en la Segunda División B de España.

En marzo de 2021 firmó por el FF Jaro de la Ykkönen, en el que jugó hasta diciembre. El 7 de febrero de 2022 fichó por la U. D. Tamaraceite que competía en la Segunda División RFEF. No consiguió ningún gol en los siete partidos que disputó antes de iniciar la temporada 2022-23 sin equipo hasta que en enero se unió al Lynx F. C. de Gibraltar.

## Selección nacional
Participó en el mundial sub-17 de Corea 2007 con la selección de fútbol sub-17 de Nigeria logrando el título del campeonato, siendo máximo goleador con 7 tantos y balón de plata del torneo.

## Clubes
| Club                      | País           | Año       |
| ------------------------- | -------------- | --------- |
| Hamburgo S. V.            | Alemania       | 2007-2012 |
| Karlsruher S. C. (cedido) | Alemania       | 2009-2011 |
| FSV Frankfurt (cedido)    | Alemania       | 2011-2012 |
| U. D. Las Palmas          | España         | 2012-2014 |
| Sivasspor                 | Turquía        | 2014-2015 |
| AEK Atenas F. C.          | Grecia         | 2015-2016 |
| C. F. Reus Deportiu       | España         | 2016-2017 |
| Lamia F. C.               | Grecia         | 2017-2018 |
| Real Murcia C. F.         | España         | 2018      |
| HJK Helsinki              | Finlandia      | 2018      |
| U. B. Conquense           | España         | 2018-2019 |
| Zob Ahan F. C.            | Irán           | 2019-2020 |
| Hetten F. C.              | Arabia Saudita | 2020-2021 |
| F. F. Jaro                | Finlandia      | 2021      |
| U. D. Tamaraceite         | España         | 2022      |
| Lynx F. C.                | Gibraltar      | 2023-     |

## Palmarés

### Títulos nacionales
| Título         | Club             | País      | Año  |
| -------------- | ---------------- | --------- | ---- |
| Copa de Grecia | AEK Atenas F. C. | Grecia    | 2016 |
| Veikkausliiga  | HJK Helsinki     | Finlandia | 2018 |

### Títulos internacionales
| Título                        | Club (*)       | País          | Año  |
| ----------------------------- | -------------- | ------------- | ---- |
| Copa Mundial de Fútbol Sub-17 | Nigeria sub-17 | Corea del Sur | 2007 |

(*) Incluyendo la selección.

### Distinciones individuales
| Distinción                                         | Año  |
| -------------------------------------------------- | ---- |
| Bota de Oro de la Copa Mundial de Fútbol Sub-17    | 2007 |
| Balón de Plata de la Copa Mundial de Fútbol Sub-17 | 2007 |